# Peter Hujar
Peter Hujar (* 11. Oktober 1934 in Trenton (New Jersey); † 26. November 1987 im Westchester County) war ein amerikanischer Fotograf ukrainischer Abstammung.

## Leben und Werk
Hujar wurde als Sohn der ukrainischen Eltern Rose Kubela und Joseph Hujar geboren. Zu Hause wurde Ukrainisch gesprochen, Englisch lernte Hujar erst in der Schule. Nachdem der Vater die Familie bereits vor der Geburt des Sohnes verlassen hatte, wuchs Hujar auf der Farm seiner Großeltern auf. Nach dem Tod der Großmutter zog er als Zwölfjähriger nach Manhattan zur Mutter und ihrem zweiten Ehemann, die in einem Einzimmerappartement lebten. Mit der Kleinbildkamera der Mutter machte er erste Fotografien und fand in den Tieren auf der Farm des Großvaters sein erstes Motiv, das er sein Leben lang verfolgen würde. Von 1950 bis 1953 besuchte er eine Hochschule für Kunst und Design, die School of Industrial Art. Seine Englischlehrerin Daisy Aldan, selbst homosexuell und eine engagierte Poetin, nahm sich seiner an und förderte ihn, er konnte sogar kurzzeitig bei ihr wohnen, bevor er für das letzte Schuljahr eine erste eigene Unterkunft für sich hatte. Nach dem Schulabschluss arbeitete er zunächst in einem Buchladen, bis er 1955 eine Anstellung bei einem Fotografen fand, in dessen Dunkelkammer, die ersten Abzüge Hujars entstanden. Das früheste erhaltene Bild ist ein Portrait Aldans. In einem Arbeitsbuch begann er ihm wichtige Fotoshootings zu notieren.
Er bewegte sich in der New-Yorker Bohème des East Village bzw. der Lower East Side und freundete sich mit dem Maler Joseph Raffaele und der Schriftstellerin Linda Rosenkrantz an. Durch sie lernte er auch seinen späteren Lebensgefährten Paul Thek kennen. 1958 begleitete er Raffaele, der ein Stipendium erhalten hatte, für zwei Jahre nach Italien. 1962/1963 verbrachte Hujar erneut für längere Zeit in Italien, wo er kurzzeitig am Centro Sperimentale di Cinematografica in Rom eingeschrieben war, um Regie zu studieren; er überlegte Filmemacher zu werden. Thek reiste ihm nach und gemeinsam besuchten sie u. a. die Katakomben von Palermo, wo in wenigen Minuten die Photos der Mumien entstanden, die Eingang in sein einziges Buch finden sollten. Ohne Thek machte er auf dieser Reise noch den unglücklichen Versuch, seine Wurzeln in Polen nachzuspüren. Wieder in New York waren er und Thek als Modelle an den Screen Tests Andy Warhols beteiligt, die als The 13 Most Beautiful Boys kompiliert auf Partys und Ausstellungen gezeigt wurden.
1966/1967 war Hujar an einer Meisterklasse des Fotografen Richard Avedon und Marvin Israel beteiligt, wonach er von Alexei Brodowitsch bei der Zeitschrift Harper’s Bazaar eingeführt wurde. Für das Magazin arbeitete er bis um 1970 regelmäßig als Modefotograf. Auch für GQ arbeitete er häufiger. Außerdem entstanden Musiker- und Autorenportraits für Buch- und Plattencover, etwa das für Susan Sontags Against Interpretation (1966) und für Alben von Moondog, Booker T. & the M.G.’s und Billy Joel. Das von Steve Lawrence ins Leben gerufene, übergroße und ohne jeglichen Text von 1969 bis 1971 erschienene Tabloid Newspaper zeigte über 40 Fotografien Hujars, teilweise (kaum unterscheidbar) als Werbung für zum Beispiel die Pace Gallery oder die Plattenfirmen Columbia (Moondog, sowie Johnny Winter und Janis Joplin im Madison Square Garden) und Elektra (Iggy Pop). Ein anhaltender künstlerischer Austausch verband ihn mit Diane Arbus und Robert Mapplethorpe.
Mit dem Einzug in ein eigenes Studio ab Ende 1969 wandte sich Hujar zunehmend der schwulen Szene von Manhattan zu. 1969 entstand so auch das Bild Orgasmic Man. Insbesondere 1975 und danach fotografierte er Künstler wie Paul Thek, Andy Warhol, Robert Wilson, John Waters, William S. Burroughs und Diana Vreeland. Eines seiner bekanntesten Bilder, Candy Darling on Her Deathbed, erschien erstmals am 26. März 1974 aus Anlass ihres Todes in der New York Post (allerdings beschnitten). Auch David Wojnarowicz, den er 1981 kennenlernte und wichtig für seine letzten Lebensjahre wurde, portraitierte er mehrmals.
Hujar war zu Lebzeiten wenig erfolgreich und lebte zeitweise völlig mittellos. Bei Künstlerkollegen fand er jedoch große Anerkennung. Richard Avedon setzte sich für ihn ein und Nan Goldin bewunderte ihn, vor allem auch seine Fotografien von Tieren, die wie regelrechte Portraits wirken. Susan Sontag schrieb das Vorwort zu seinem einzigen Fotobuch, Portraits in Life and Death, das 1976 bei Da Capo erschien. Anfang der 1980er Jahre versuchte Marvin Heiferman vergeblich Hujars Arbeiten privaten und öffentlichen Sammlungen zu vermitteln. Hujar begab sich 1980 nach Paris zur Eröffnung einer Ausstellung seiner Bilder und portraitierte dort Lotte Eisner, Brion Gysin und June Newton, die Frau Helmut Newtons, bei denen er unterkam, bevor er nochmals nach Italien reiste.
Größere Anerkennung erhielt Hujar zu Beginn der 1980er Jahre in Europa. In Innsbruck und Wien fanden 1980 Einzelausstellungen statt. Peter Weiermair kuratierte im darauffolgenden Jahr eine Schau gemeinsam mit Fotografien Larry Clarks und brachte eine erste Monografie Hujars heraus. Jean-Christophe Ammann übernahm die Bilder der beiden für die Kunsthalle Basel und zeigte sie zusammen mit Arbeiten Robert Mapplethorpes. Mit 55 ausgestellten Werken Hujars blieben es die umfangreichsten Werkschauen zu Lebzeiten, womit er zu jenen amerikanischen Künstlern zählt, deren Bedeutung zuerst in Europa institutionell etabliert wurde.
In den USA hatte Hujar 1977–79 jährlich eine Ausstellung gehabt, zuletzt 1981. Eine weitere geplante Schau zusammen mit Nan Goldin kam nicht zustande, da der Galerist Goldin absagte und Hujar sich daraufhin weigerte, seine Bilder allein zu zeigen. Mit einer umfassenden Ausstellung in der Galerie Gracie Mansions im Januar 1986, die 70 Arbeiten seit 1974 (in Paaren) zeigte, von denen sich allerdings keine verkaufte, nahm seine Schaffenskraft noch einmal Fahrt auf, bevor er sich zum Ende des Jahres plötzlich erschöpft fühlte. Zu Anfang des folgenden Jahres wurde bei ihm AIDS diagnostiziert. Er hörte direkt auf zu arbeiten und baute abrupt ab, da er trotz Hilfe vieler Freunde ohne finanzielle Mittel sich zudem auch gegen schulmedizinische Behandlung sträubte. Am 26. November 1987 starb Hujar an den Folgen einer AIDS-bedingten Erkrankung.

## Stil und Arbeitsweise
Hujar arbeitete zeitlebens fast ausschließlich in schwarz/weiß, und benutzte (wie auch Irving Penn, Avedon, Arbus, Mapplethorpe und andere) eine zweiäugige 6 × 6-Mittelformatkamera mit Lichtschacht; seine damit unterhalb der Augenhöhe aufgenommenen Bilder sind (fast) ausnahmslos quadratisch. Für die längste Zeit entwickelte und belichtete er seine Filme und Bilder selbst und hatte dafür eine Dunkelkammer in seinem Loft eingerichtet. Nur für kurz Zeit zog er seine Bilder mit schwarzem Rand ab. Gary Schneider lernte bei ihm Anfang der 1980er Jahre und betrieb zusammen mit John Erdmann ein erfolgreiches Labor, dass auf Drängen Hujars zum Teil seine Abzüge übernahm. Hujar sollte dafür im Labor mithelfen, scheiterte aber daran, Bilder von anderen abzuziehen. Schneider ist für posthume Abzüge von Hujars Werk verantwortlich. Im Nachlass existieren einige Farbaufnahmen aus Hujars Hand, etwa aus dem Jahr 1967 von Paul Thek und dessen Atelier.
Seine Bilder sind einfach, über eine meist senkrechte Mittelachse komponiert mit dem Bildgegenstand im Zentrum, auch bei Landschaftsaufnahmen, bei den nicht selten liegenden Modellen bestimmt die Portraits eine Diagonale.
Hujars Blick auf seine Motive war empathisch und konzentriert. Bildhintergründe und Gegenstände sind kaum präsent, häufig ein Stuhl, ein Bett mit Kissen und Decke oder die unscharfe Fußleiste seines Studios. Einige seiner Modelle berichten, dass Hujar nicht versuchte, Einfluss auf die Art und Weise zu nehmen, wie sie sich in Szene setzten. 
Hujars Bilder seien formal klassisch, meint der Nachlassverwalter Hujars, Stephen Koch, es sei jedoch ein „spannungsgeladener Klassizismus [...] ein Klassizismus ohne Wohlbehagen: Klassizismus ohne Trost. Dies ist ein Klassizismus, der in die Hölle starrt. Und das ist es, was diesen Bildern ihre wunderbare Integrität, Intelligenz und Kraft gibt.“

## Werk in öffentlichen Sammlungen
Seine Werke sind vor allem in amerikanischen Sammlungen und dort vor allem in seiner Heimatstadt New York zu finden: zuvorderst in der Morgan Library & Museum, das 2013 ein Konvolut von 100 Fotografien Hujars und den gesamten Nachlass an Kontaktabzügen, Korrespondenzen u. a vom Hujar-Archiv erwarb und eine erste Auswertung mit der Wanderausstellung Speed of Life und in einer begleitenden Publikation präsentierte. Das Metropolitan Museum of Art, das MoMA und das Whitney Museum of American Art sind außerdem zu nennen. Zudem haben das Museum of Fine Arts, Boston, das Art Institute of Chicago und das San Francisco Museum of Modern Art Werke Hujars, in Europa unter anderem die Tate Modern in London und in Deutschland das Essener Folkwang Museum.

## Ausstellungen (Auswahl)
Verzeichnet sind die erste Ausstellung, die Fotografien Hujars zeigte, und alle sechzehn Einzelausstellungen zu Lebzeiten zwischen 1974 und 1987, posthum, neben institutionellen Ausstellungen, Galerieausstellungen im deutschsprachigen Raum und solche, zu denen auch ein Katalog erschien. Der durch Hujar verfügte Nachlassverwalter Stephen Koch arbeitete von 2000 an mit der Galerie Matthew Marks in New York und Los Angeles zusammen, seit 2013 mit der New Yorker Pace/MacGill Gallery. An der Westküste der USA besteht seit 2002 außerdem eine Zusammenarbeit mit der Fraenkel Gallery in San Francisco. Maureen Paley stellt Hujars Werk regelmäßig in London aus.
- 1974: Recent Acquisitions („Neuerwerbungen“), Floating Foundation of Photography, New York (in drei thematischen Gruppenausstellungen 1974–76 dort vertreten)
- 1975: Portfolio by Peter Hujar, Foto Gallery, New York (gleichzeitig Christopher Makos: Pictures from a Suitcase)
- 1977: Catskill Center for Photography, Woodstock, New York
- 1978: Peter Hujar: Photographs, Port Washington Public Library, New York
- 1979: Peter Hujar: Recent Photographs, Marcuse Pfeifer Gallery, New York
- 1980: La Remise du Parc, Paris
- 1980: Tiroler Landesmuseen, Innsbruck
  - Museum Moderner Kunst Wien
- 1981: Peter Hujar: Recent Photographs, Robert Samuel Gallery, New York
- 1982: Larry Clark / Peter Hujar, Frankfurter Kunstverein, kuratiert von Peter Weiermair; erweitert zu
  - 3 New Yorker Fotografen: Peter Hujar, Larry Clark, Robert Mapplethorpe, Kunsthalle Basel, kuratiert von Jean-Christophe Ammann
- 1982: Galerie Nagel, Berlin, Germany
- 1982: Galerie Jurka, Amsterdam
- 1983: Peter Hujar: Fotos 1974–1981, Galerie Jurka, Amsterdam
  - Forum Stadtpark, Graz
  - Modern Art Galerie, Wien
- 1986: Peter Hujar: Recent Photographs, Gracie Mansion Gallery, New York

### Posthume Ausstellungen
- 1990: Peter Hujar, Grey Art Gallery & Study Center, New York University, kuratiert von Thomas Sokolowski
  - Fine Arts Gallery, University of British Columbia, Vancouver
- 1990: Peter Hujar: Fotografien, Galerie Renée Ziegler, Zürich
- 1994: Peter Hujar – Eine Retrospektive, Stedelijk Museum, Amsterdam, kuratiert von Hripsimé Visser
  - Fotomuseum Winterthur, kuratiert von Urs Stahel
  - 1995: Peter Hujar. Eine Anmut von Leben und Tod, Kunstmuseum Wolfsburg[20]
- 1996: Peter Hujar: Das photographische Werk, DAAD-Galerie, Berlin
- 2005: P.S.1 Contemporary Art Center, Long Island, New York[21]
- 2005: Peter Hujar – Night, Matthew Marks Gallery, New York
  - Fraenkel Gallery, San Francisco
  - Howard Yezerski Gallery, Boston
  - Scalo Galerie, Zürich
- 2007: Peter Hujar, Institute of Contemporary Arts, London
- 2009: Peter Hujar: Photographs 1956–1958, Matthew Marks Gallery, New York
- 2010: Peter Hujar: Thek's Studio 1967, Alexander von Bonin, New York (rare color photographs by Hujar and works by Paul Thek)[13]
  - Mai 36 Galerie, Zürich
  - Maureen Paley Gallery, London
- 2010: Rencontres d’Arles Fotofestival, Frankreich
- 2012: Peter Hujar, Fotografien, Kunstparterre e. V., München
- 2014: Peter Hujar: Love & Lust, Fraenkel Gallery, San Francisco (zeitgleich neun Selbstportraits Nan Goldins, die in ihnen z. T. auf seine Arbeiten reagierte)[10]
- 2015: Peter Hujar – Night, Galerie Thomas Zander, Köln (s. 2005)
- 2015: Galerie Buchholz, Köln, mit Danh Vo
- 2017–2019: Peter Hujar: Speed of Life, Fundación Mapfre, Barcelona
  - Fotomuseum Den Haag
  - Morgan Library & Museum, New York
  - Berkeley Art Museum & Pacific Film Archive, Kalifornien
  - Wexner Center for the Arts, Columbus, Ohio[22]
  - Jeu de Paume, Paris[7]
- 2020: Moyra Davey, Peter Hujar, Galerie Buchholz, Berlin[23]
- 2021: Fotomuseum Antwerpen (FOMU)[7]
- 2022: Peter Hujar curated by Elton John, Fraenkel Gallery, San Francisco
- 2024: Peter Hujar: Rialto, Ukrainian Museum, New York[24]
- 2024: Peter Hujar: Portraits in Life and Death, Istituto Santa Maria della Pietà, Venedig, im Rahmen der 60. Kunstbiennale in Venedig

### Gruppenausstellungen im deutschsprachigen Raum
- 1988: Vollbild AIDS: Eine Kunst-Ausstellung über Leben und Sterben, Neue Gesellschaft für Bildende Kunst (nGbK), Berlin
- 1989: 150 Jahre 1839–1889, Basler Kunstverein, Basel
- 2002: Fotografische Erwerbungen seit 1995, Museum Folkwang, Essen
- 2002: Portraits/Photography, Mai 36 Galerie, Zürich
- 2006: Into Me/Out of Me, Kunst-Werke, Berlin (Übernahme vom P.S.1 Contemporary Art Center, Long Island, New York)
- 2006: The Photographer’s Contract, Akademie der Künste, Berlin
  - Museum Morsbroich, Leverkusen
- 2006: Six Feet Under, Kunstmuseum Bern
  - Deutsches Hygiene-Museum, Dresden
- 2006: Americans, Kunsthalle Wien
- 2007: Paul Thek im Kontext zeitgenössischer Kunst, ZKM, Karlsruhe
  - Phoenix Kulturstiftung/Sammlung Falckenberg, Hamburg
- 2008: Darkside, Fotomuseum Winterthur
- 2008: Street & Studio: An Urban History of Photography, Museum Folkwang, Essen
- 2012: C'est la vie – Das ganze Leben – Der Mensch in Malerei und Fotografie, Deutsches Hygiene-Museum, Dresden
- 2013: Skin to Skin – Über Haut und Häute, Gewerbemuseum Winterthur
- 2013: Glam! The Performance of Style, Schirn Kunsthalle Frankfurt (Übernahme der Tate Liverpool)
- 2015: Beastly / Tierisch, Fotomuseum Winterthur
- 2017/18: The American Dream. Bilder des amerikanischen Realismus, Kunsthalle Emden (zuvor Drents Museum, Assen, Nl)
- 2019: David Wojnarowicz: Photography & Film 1978–1992, Kunst-Werke, Berlin
- 2021: Mother!, Kunsthalle Mannheim
- 2022: that other world, the world of the teapot. tenderness, a model, Kestner Gesellschaft, Hannover[25]
- 2023: Who’s Afraid of Stardust? Positionen queerer Gegenwartskunst, Kunsthalle Nürnberg
- 2023: Cindy Sherman – Anti-Fashion, Sammlung Falckenberg, Hamburg[26]

## Publikationen
Abgesehen von Hujars einzigem eigenen Buch von 1976, Portraits in Life and Death, und Kertess Monografie Animals and Nudes (2002), sind alle Publikationen aus Anlass von Ausstellungen entstanden, außer dem deutschsprachigen Katalog von 1981 alle posthum.
- Peter Hujar: Portraits in Life and Death, mit einem Vorwort von Susan Sontag, Da Capo Press, New York 1976, ISBN 0-306-70755-1 (englisch).
  - Neuausgabe: W. W. Norton/Liveright, New York 2024, ISBN 978-1-324-09217-9. Vorwort von Benjamin Moser.
- Peter Hujar, Ausstellungskatalog, hrsg. von Peter Weiermair, Texte von Jean-Christophe Ammann und Dieter Hall, Allerheiligenpresse, Innsbruck 1981, OCLC 36830796.
- Peter Hujar, Essays von Stephen Koch und Thomas Sokolowski, Gespräche mit Fran Lebowitz und Vince Aletti. Grey Art Gallery & Study Center, New York University, 1990, ISBN 0-934349-07-X (englisch).
- Urs Stahel und Hripsimé Visser (Hrsg.): Peter Hujar - Eine Retrospektive, Vorwort von Urs Stahel, Essays von Max Kozloff, Hripsimé Visser und Stephen Koch, sowie Texte von Jean-Christophe Amann, Nan Goldin, Marvin Heiferman, John Heys u. a., Scalo, Zürich 1994, ISBN 3-9803851-0-8.
- Klaus Kertess: Peter Hujar – Animals and Nudes, Twin Palms, Santa Fe 2002, ISBN 0-944092-95-0 (englisch).
- Robert Nickas: Peter Hujar – Night, Matthew Marks Gallery, New York, und Fraenkel Gallery, San Francisco 2005, ISBN 1-880146-45-2 (englisch).
- Peter Hujar: Love & Lust, Texte von Jeffrey Fraenkel, Vince Aletti und Stephen Koch, Fraenkel Gallery, San Francisco 2014, ISBN 978-1-881337-37-9 (englisch).
- Peter Hujar: Lost Downtown, Text von Vince Aletti, Pace/MacGill Gallery, New York, und Steidl, Göttingen 2016, ISBN 978-3-95829-106-5 (englisch).
- Peter Hujar: Speed of Life, Texte von Joel Smith, Philip Gefter und Steve Turtell, Chronologie und Bibliografie, Fundación Mapfre und Aperture, Madrid und New York 2017, ISBN 978-84-9844-610-4 (spanisch), ISBN 978-1-59711-414-1 (englisch).
- Moyra Davey, Peter Hujar – The Shabbiness of Beauty. London: Mack, 2021, ISBN 978-1-913620-20-2.[23]
- Linda Rosencrantz. Peter Hujar's Day, Magic Hour, 2022, ISBN 978-1-63944-267-6 (englisch). Transkription von Hujars Beschreibung seines 19. Dezembers 1974, aufgenommen von Rosencrantz. Einführung von Stephen Koch.
- Steve Lawrence mit Peter Hujar und Andrew Ullrick (Hrsg.). Newspaper. Primary Information, 2023, ISBN 978-1-7377979-4-4. Faksimile aller 14 Ausgaben von 1969–1971 in einem Buch.
- Peter Hujar: Rialto, Rodovid Press, 2024, ISBN 978-617-7482-65-8 (englisch).
- Gary Schneider; Nicolaus Linnert (Hrsg.): Peter Hujar Behind the Camera and in the Darkroom, BookCrave, ISBN 979-8-218-37146-3 (englisch).

## Film
Peter Hujar’s Day (2025) – Spielfilm von Ira Sachs mit Ben Whishaw in der Titelrolle.